# NGC 24

NGC 24

في الفهرس العام الجديد إن جي سي 24 أو NGC 24 هي مجرة حلزونية من القدر ( 11.6) في كوكبة معمل النحات على بعد يقدر بحوالي 25 إلى 30 مليون سنة ضوئية استنادا إلى سرعتها الإنحسارية عند 555 كم / ثانية. الحجم الظاهري للمجرة يبلغ حوالي 6,9 بواقع 1,5 دقيقة قوسية وعرضها يقدر بحوالي 40,000 سنة ضوئية.اكتشفت المجرة من قبل عالم الفلك البريطاني ويليام هيرشيل في 1785.

## معرض الصور

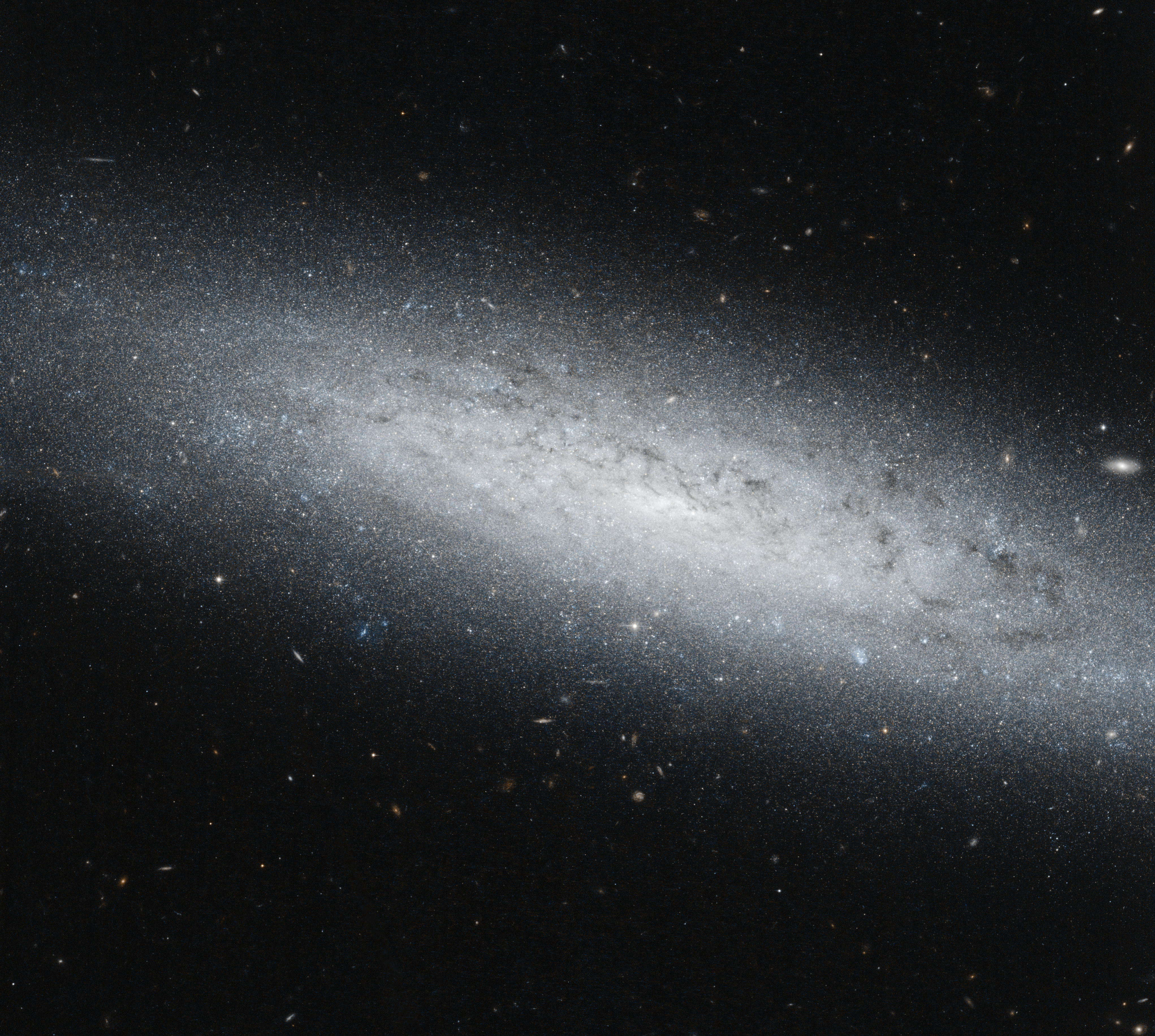
مرصد هابل
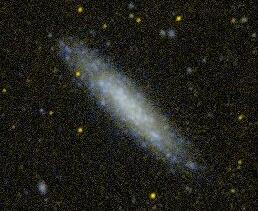
مستكشف تطور المجرات (الأشعة فوق البنفسجية)
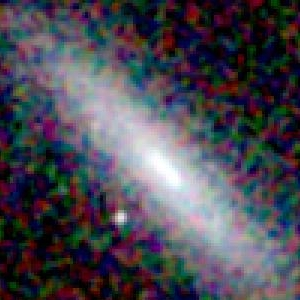
المسح الميكروي الثنائي لكامل السماء (الأشعة تحت الحمراء-القريبة)
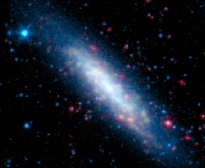
مقراب سبيتزر الفضائي (الأشعة تحت الحمراء)